# Morierina
Morierina là một chi thực vật có hoa trong họ Thiến thảo (Rubiaceae).

## Loài
Chi Morierina gồm các loài: